# Pierre-Henri Lecuisinier
Pierre-Henri Lecuisinier (Flers, 30 de junio de 1993) es un exciclista profesional francés que corrió para el equipo UCI WorldTeam FDJ, luego de haber sido stagiaire en el equipo Profesional Continental, Team Europcar.

## Palmarés
2012
- Ronde d'Isard

2013
- 1 etapa de los Boucles de la Mayenne